# Alfa Romeo 6C

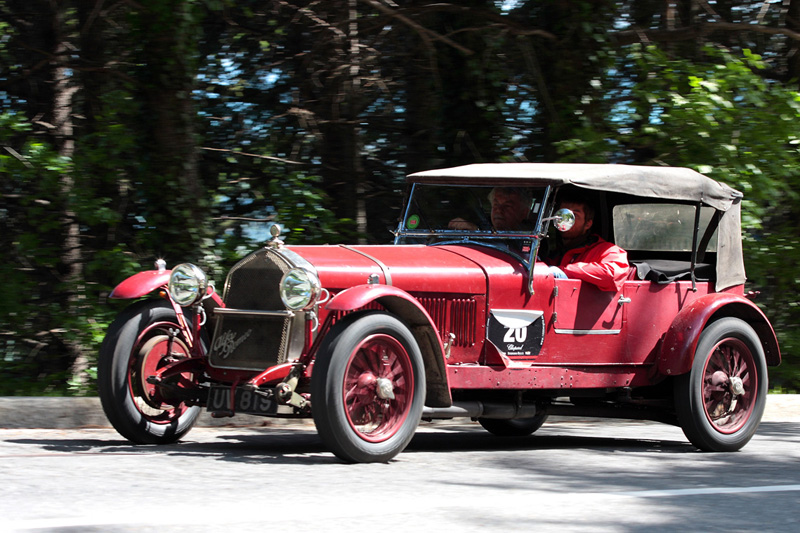
Alfa Romeo 6C 1500 Super Sport 1929

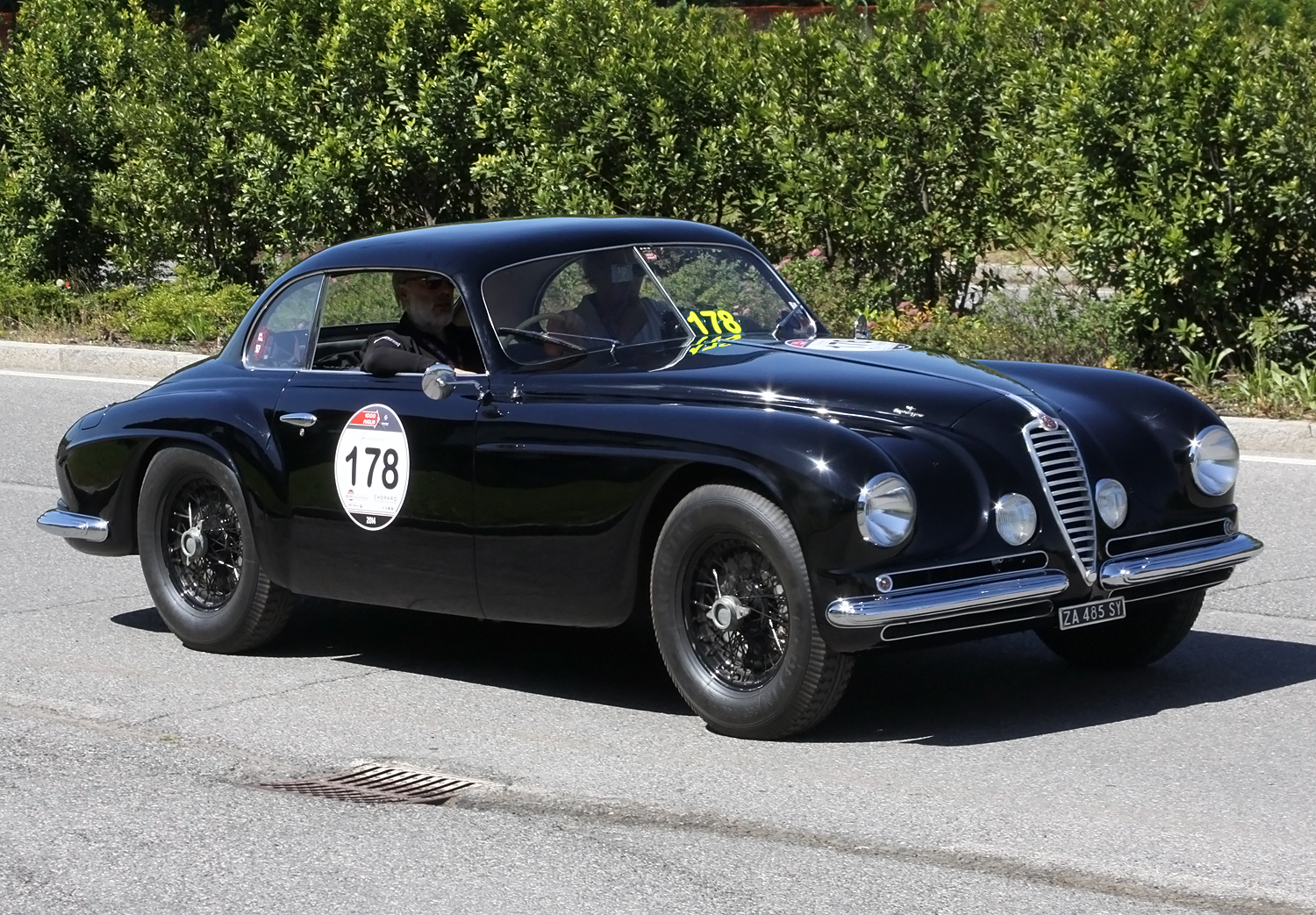
Alfa Romeo 6C 2500 SS

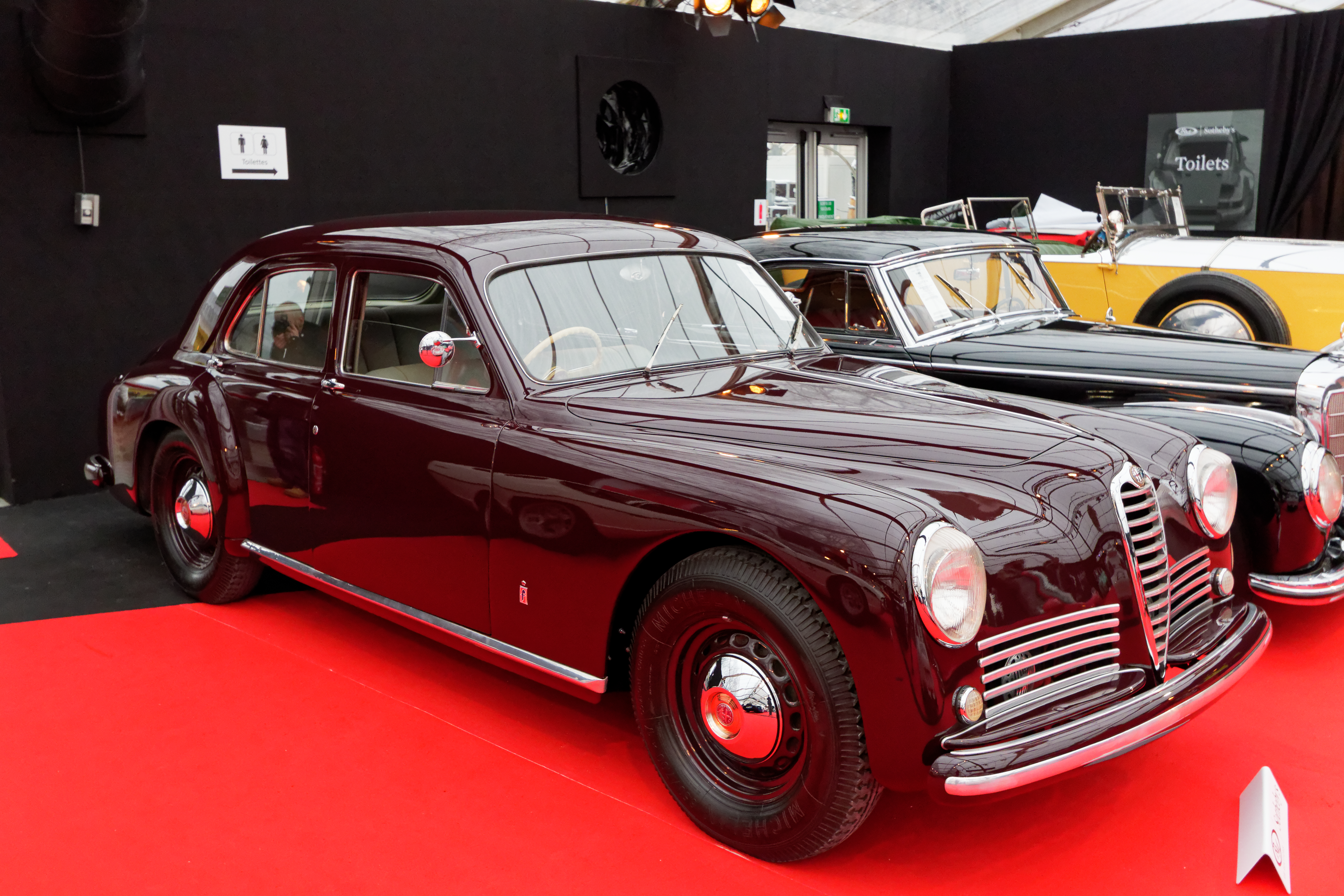
Alfa Romeo 6C 2500 S Berlina (1951)

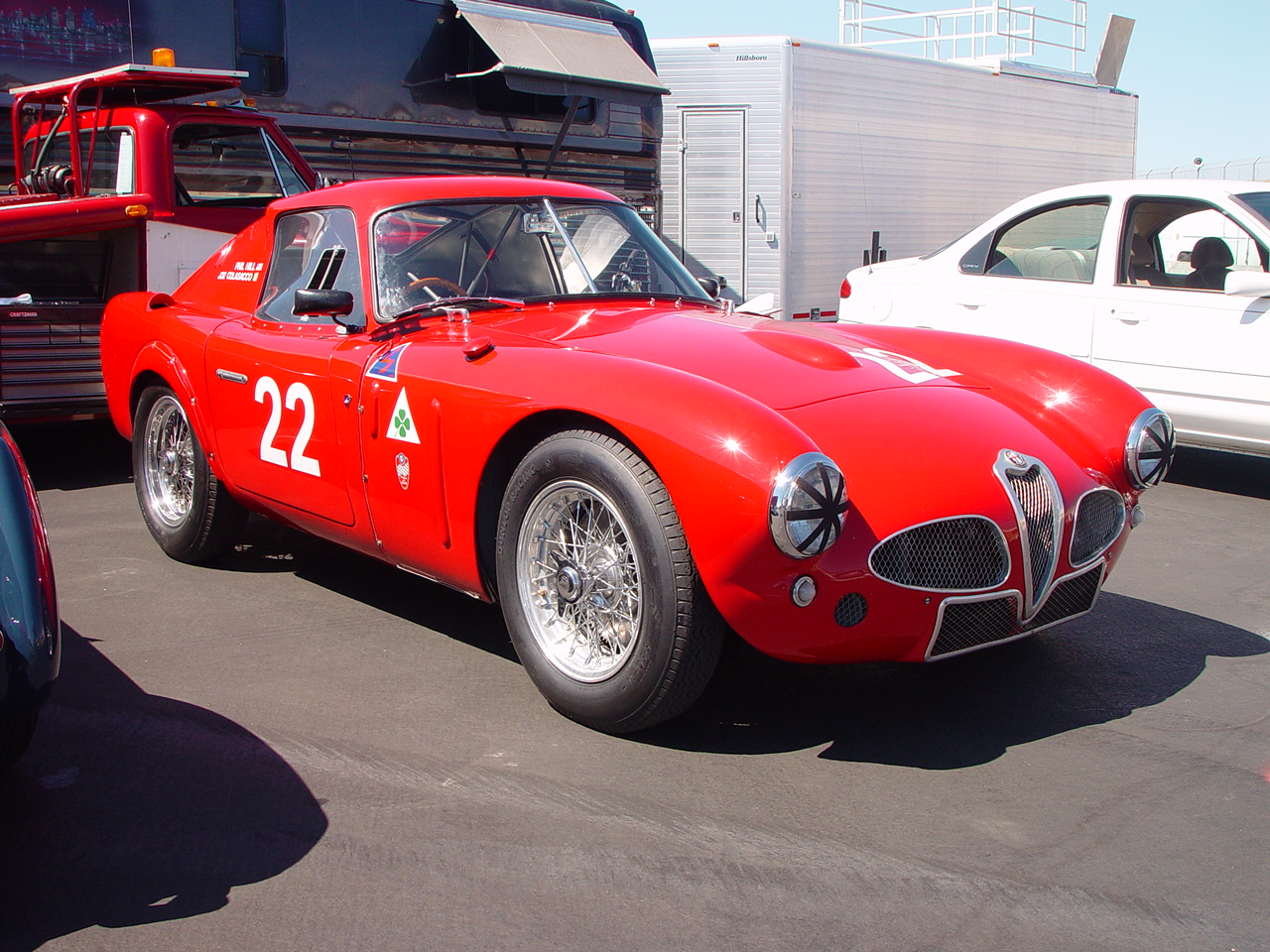
Alfa Romeo 6C 3000 CM Coupé (1951)

Alfa Romeo 6C - серія 6-циліндрових легкових, гоночних і спортивних автомобілів, що випускаються компанією Alfa Romeo з 1925 по 1954 рік. Кузови автомобілів розроблялися і збиралися в відомих ательє, таких як James Young, Zagato, Touring, Castagna і Pininfarina. З 1933 року, збірка кузова здійснювалася на заводі в передмісті Мілана - Портелло. На початку 1920-х років Вітторіо Яно спільно з Джузеппе Мерозі, дизайнером моделей RL і RM, розробив легкий і високопродуктивний автомобіль. Він отримав назву 6C 1500 і був представлений на Міланському автосалоні в квітні 1925 року. Автомобіль був зібраний на базі гоночного Alfa Romeo P2 c 6-циліндровим двигуном об'ємом 1,5 літра і потужністю 44 к.с. Спортивна версія 6С 1500, випущеного в 1928 році стала першим автомобілем компанії зі здвоєним розподільчим валом.

## Моделі
В рамках серії 6C були випущені наступні моделі:
- Alfa Romeo 6C 1500
- Alfa Romeo 6C 1750
- Alfa Romeo 6C 1900
- Alfa Romeo 6C 2300
- Alfa Romeo 6C 2500
- Alfa Romeo 6C 2600
- Alfa Romeo 6C 3000 Competizione Maggiorata